# Gerd Kleinheyer
Gerd Kleinheyer (né le 2 août 1931 à Berlin) est un juriste allemand.

## Biographie
Après avoir obtenu son doctorat en 1959 à l'Université rhénane Frédéric-Guillaume de Bonn et son habilitation en 1967 à l'Université de Bonn (Hermann Conrad (de)), il y est maître de conférences privé. En 1967, il devient professeur à l'Université de Ratisbonne et en 1973 à l'Université de Bonn. Ses travaux universitaires portent sur l'histoire juridique allemande, le droit civil et le droit commercial.
Depuis 1950, il est membre de l'association étudiante catholique KDStV Bavaria Bonn (de). Il est membre de l'Association d'histoire constitutionnelle (de).

## Travaux (sélection)
- Zur Rechtsgestalt von Akkusationsprozeß und peinlicher Frage im frühen 17. Jahrhundert. Ein Regensburger Anklageprozeß vor dem Reichshofrat. Opladen 1971,  (ISBN 3-531-09045-3).
- Das Allgemeine Landrecht für die preußischen Staaten vom 1. Juni 1794. An der Wende des Spätabsolutismus zum liberalen Rechtsstaat. Vortrag: 17. Oktober 1994. Heidelberg 1995,  (ISBN 3-8114-7295-X).
- Beiträge zur Strafrechtsgeschichte. Berlin 2011,  (ISBN 978-3-631-63547-6).
- mit Jan Schröder: Deutsche und Europäische Juristen aus neun Jahrhunderten. Stuttgart 2017,  (ISBN 978-3-8252-4526-9).